# قسم قهستان الريفي (مقاطعة درميان)
قسم قهستان الريفي (بالفارسية: دهستان قهستان) هي قسم تقع في إيران في Qohestan District. يقدر عدد سكانها بـ 9,849 نسمة .